# Tobias Barreto (microregio)
Tobias Barreto is een van de 13 microregio's van de Braziliaanse deelstaat Sergipe. Zij ligt in de mesoregio Agreste Sergipano en grenst aan de microregio's Carira, Agreste de Lagarto, Boquim en Ribeira do Pombal (BA). De microregio heeft een oppervlakte van ca. 2.061 km². In 2006 werd het inwoneraantal geschat op 109.210.
Drie gemeenten behoren tot deze microregio:
- Poço Verde
- Simão Dias
- Tobias Barreto

Mesoregio's: Agreste Sergipano · Leste Sergipano · Sertão Sergipano

Microregio's: Agreste de Itabaiana · Agreste de Lagarto · Aracaju · Baixo Cotinguiba · Boquim · Carira · Cotinguiba · Estância · Japaratuba · Nossa Senhora das Dores · Propriá · Tobias Barreto · Sergipana do Sertão do São Francisco